# 水晶玉は嘘をつく?
『水晶玉は嘘をつく?』（すいしょうだまはうそをつく、原題：A Red Herring Without Mustard）は、2011年に刊行されたアラン・ブラッドリーの推理小説。「少女探偵フレーヴィア シリーズ」の第3作目にあたる。

## あらすじ
イギリスの片田舎にあるバックショー荘に住む11歳の化学大好き少女フレーヴィア・ド・ルースは、村祭りでジプシーの占い師から水晶玉で占ってもらっていたところ、動揺して立ち上がったはずみにテーブルのろうそくをひっくり返してしまい、テントを炎上させてしまった。お詫びにそのジプシーの老女、ファネラをバックショー荘の敷地内のペイリングスという川辺にある林を宿泊地として招待する。そこはキリスト教の一派、ホブラーの発祥の地でもあった。2人が幌馬車でペイリングスに向かう途中で、トム・ブルの妻、マーガレットがファネラに「うちの赤ん坊を盗んだのはあんただろ」ともの凄い剣幕で言いがかりをつけてきた。ブル家の赤ん坊は数年前に行方知れずになっていた。
ファネラをペイリングスに送り届けた日の深夜、物音に目を覚ましたフレーヴィアは、客間に密漁者のブルッキー・ハーウッドが侵入しているのを見つける。彼は2台の薪載せ台の片方「サリー・フォックス」を触っていた。いろいろ言い訳をするブルッキーを追い出した後、ファネラの様子を見に行ったフレーヴィアは、幌馬車の中で何者かに襲われて重傷を負って倒れている彼女を発見する。幌馬車の中には血と混ざって魚のにおいがした。
翌日、ヒューイット警部補から事情聴取を受けた後、庭師のドガーに深夜ブルッキー・ハーウッドが侵入していた話をすると、ドガーは「サリー・フォックス」が数週間前から行方不明になっていたと言う。さらにもう1台の薪載せ台「ショッポ」も1か月前になくなっていたが、しばらくするとまた現れたと言う。
その後、ファネラが襲われた現場をもう一度確認しようと幌馬車を訪れたフレーヴィアは、幌馬車の中に誰かが寝ているのに気づく。それはファネラの孫娘のポーセリンだった。ポーセリンがファネラを襲った犯人に狙われるのを心配したフレーヴィアは、彼女を家族には内緒でバックショー荘に招待することにした。そして、バックショー荘の噴水のある庭園でポセイドン像を見上げたポーセリンが悲鳴を上げる。ポセイドン像を見上げた先の三つ叉の矛には、コートのフックに吊るされたブルッキー・ハーウッドの死体がぶら下がっていた。そして、死体の鼻孔にはド・ルース家の銀のロブスター・ピックが脳の奥まで刺さっていた。

## 登場人物
フレーヴィア・ド・ルース
11歳の化学大好き少女。
ハヴィランド・ローレンス・ド・ルース
フレーヴィアの父。
ハリエット・ド・ルース
フレーヴィアの母。故人。
オフィーリア（フィーリー）・ド・ルース
フレーヴィアの上の姉。おしゃれ好きの17歳。
ダフネ（ダフィ）・ド・ルース
フレーヴィアの下の姉。読書好きの13歳。
マレット
ド・ルース家の家政婦。
アーサー・ウェルズリー・ドガー
ド・ルース家の庭師。
ファネラ・ファー
ジプシーの老女。
ポーセリン・リー
ファネラの孫。
ブルッキー・ハーウッド
密漁者。
ヴァネッタ・ハーウッド
ブルッキーの母。肖像画家
コリン・プラウト
ブルッキーの手先の少年。
レジナルド（レジー）・ペティボーン
アンティーク店の店主。
エドワード（テッド）・サンプソン
廃品回収業者。
トム・ブル
鋳物工。
マーガレット・ブル
トムの妻。
ダービー
医師。
ヒューイット
警部補。
グレイヴズ
刑事。